# Nicecio de Lyon
Nicecio (en francés: Nizier; 513-2 de abril de 573) fue un obispo de Lyon, considerado santo por la Iglesia católica. Su festividad se celebra el 2 de abril.

## Biografía
Nacido en Borgoña en una familia senatorial, de juventud ejemplar, fue ordenado en Chalon-sur-Saône hacia 543. El 19 de enero de 553 sucedió a su tío, el obispo Sacerdos, como obispo de Lyon.
Fue muy activo en su diócesis. Según la tradición, obtuvo del rey Childeberto y la reina Ultrogoda la creación de un primer hospicio en Lyon para poder acoger a peregrinos y pobres. También fue exorcista.
Recibe el título de patriarca del papa. Probablemente esté enterrado en la iglesia que lleva su nombre en Lyon, entonces llamada iglesia de los Santos Apóstoles.
Fue tío abuelo de Grégoire de Tours, que escribió su vida en la Vitae patrum. 
Se le atribuyen milagros después de su muerte. Su segundo sucesor, el obispo Aetherius, que conocía bien a Nicecio, contribuyó a la difusión de su culto.